# 85185 Lederman
85185 Lederman è un asteroide areosecante. Scoperto nel 1991, presenta un'orbita caratterizzata da un semiasse maggiore pari a 2,1767381 UA e da un'eccentricità di 0,2850490, inclinata di 5,04601° rispetto all'eclittica.